# Aurelian w Palmirze
Aurelian w Palmirze (wł. Aureliano in Palmira) – opera seria w dwóch aktach. Libretto napisał Felice Romani, a muzykę skomponował w 1813 roku Gioacchino Rossini.

## Powstanie opery

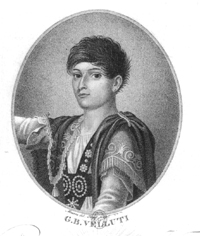
Giovanni Battista Velluti pierwszy wykonawca roli Arsace.

Pod wpływem sukcesów Tankreda a potem Włoszki w Algierze mediolańska La Scala powierzyła Rossiniemu napisanie dwóch nowych oper. W tym celu Rossini opuścił Wenecję i udał się do Mediolanu. Pierwszym z zamówionych dzieł była opera seria Aurelian w Palmirze do libretta sławnego potem, a wówczas debiutującego Felice Romaniego. Dzieło wystawiono 26 grudnia 1813 roku. Nie wzbudziło entuzjazmu. Wiele fragmentów przyjęto życzliwie, choć na ogół publiczność nudziła się, a prasa oceniła Aureliana jako sztukę zdecydowanie słabszą od Tankreda. Oprócz statycznej i pozbawionej żywszego rytmu dramatycznego akcji na umiarkowane powodzenie Aureliana złożyły się też kłopoty z wykonawcami. Przewidziany na odtwórcę tytułowej partii słynny tenor Giovanni David, zwany "Paganinim wokalistyki" zaniemógł w czasie prób i trzeba go było zastąpić. Zmiana śpiewaka, dla którego Rossini napisał muzykę, pociągnęła za sobą konieczność przeróbki całej partii wokalnej. Nadto ulubieniec tłumów kastrat sopranista Giovanni Battista Velluti, wykonawca roli Arsace, obciążył swą partię wariantami i dodatkami własnego pomysłu, czyniąc ją niepodobną do oryginału.

## Osoby
- Aurelian – cesarz rzymski (tenor)
- Zenobia – królowa Palmiry, zakochana w Arsacesie (sopran),
- Arsace – książę perski (kontralt)
- Publia – córka Waleriana, potajemnie zakochana w Arsacesie (sopran)
- Oraspe – generał Palmiry, (tenor)
- Licinio, trybun (bas)
- Wielki Kapłan Izydy (bas)
- Chór żołnierzy (palmirskich, perskich i rzymskich), kapłani i kapłanki, kobiety palmirskie, żołnierze

## Treść
Tematem opery, niewiele mającym wspólnego z prawdą historyczną, jest miłość cesarza rzymskiego Aureliana do królowej Palmiry Zenobii, kochanej już z wzajemnością przez księcia perskiego Arsace. Wysiłki Aureliana by pozyskać względy Zenobii, z wyprawą wojenną włącznie, chybiają celu i w końcu Aurelian daje za wygraną. Uwalnia Zenobię i Arsace, których wcześniej wziął do niewoli i zadowala się ich przysięgą wierności wobec Rzymu. Opera kończy się hymnem na cześć szczodrego, wielkiego i wielkodusznego cesarza.

### Akt I
Królowa Zenobia, jej ukochany Arsace i kapłani składają ofiary w świątyni Izydy i modlą się o ratunek w obawie przed zbliżającą się armią rzymską. Wchodzi generał Oraspe w akompaniamencie muzyki wojennej i ogłasza, że cesarz Aurelian i armia rzymska są teraz u bram Palmiry. Arsace angażuje wojska perskie w obronę miasta. Po dramatycznej bitwie pod miastem Persowie zostają pokonani. Rzymscy żołnierze świętują zwycięstwo. Aureliano przybywa i przesłuchuje Arsace, obecnie więźnia. Ten ostatni z godnością odpowiada cesarzowi i głosi swoją miłość do Zenobii, mówiąc, że jest gotów za nią umrzeć.
W Palmirze Zenobia ukryła skarb królestwa w podziemiach pałacu. Decyduje się stanąć wraz ze swoimi żołnierzami po raz ostatni, aby uratować miasto. Prosi Aureliana o rozejm, aby mogła z nim porozmawiać i uwolnić więźniów, w tym Arsace. Kiedy Aureliano odmawia uwolnienia więźniów, Zenobia prosi, aby mogła przynajmniej po raz ostatni zobaczyć Arsace. Zenobia i Arsace opłakują swój los. Aureliano wchodzi i obiecuje uwolnić Arsace pod warunkiem, że porzuci Zenobię. Arsace odmawia i zostaje skazany na śmierć. Armie Rzymu i Palmyry przygotowują się do ostatniej bitwy. 

### Akt II
Rzymianie zwyciężyli i zajęli Palmirę. Aureliano wchodzi do pałacu Zenobii i ofiarowuje jej swoją miłość, ale ta odmawia. W międzyczasie Oraspe uwalnia Arsace'a, który ucieka na wzgórza w pobliżu Eufratu, gdzie znalazł pomoc u pasterzy. Niektórzy żołnierze dołączają do Arsace. Od nich dowiaduje się, że Zenobia została uwięziona. Arsace chce ją uwolnić i na czele żołnierzy Palmiry rozpoczyna nowy atak na Rzymian.
W pałacu Aureliano proponuje Zenobii, aby razem panowali nad Palmirą. Zenobia wciąż odmawia. Później, w nocy, Arsace i Zenobia spotykają się w świetle księżyca. Odkryci przez żołnierzy rzymskich proszą o śmierć. Chociaż potajemnie podziwia ich odwagę i wzajemne oddanie, Aureliano nakazuje im zakończyć swoje dni w oddzielnych celach. Publia, córka rzymskiego generała i potajemnie zakochana w Arsace, błaga Aureliana o litość nad nim.
Ostatnia scena rozgrywa się w dużej sali pałacu Zenobii. Zwyciężeni dowódcy i kapłani Palmiry gromadzą się i błagają Aureliaa o litość. Oraspe, Arsace i Zenobia są wprowadzeni do sali. Aureliano zmienia swoje nastawienie i uwalnia Zenobię i Arsace, pozwalając im panować nad Palmyrą, o ile oboje przysięgną wierność Cesarstwu Rzymskiemu. Ci akceptują propozycję i chwalą Aureliano za jego wspaniałomyślność. Chór śpiewa radosną pieśń na cześć cesarza.

## Numery muzyczne
- Uwertura (Sinfonia)

### Akt I
- 1 Wprowadzenie Sposa del grande Osiride (Chór, Wielki Kapłan, Zenobia, Arsace, Oraspe)
- 2 Aria Stava, dirà la terra (Wielki Kapłan)
- 3 Marsz, chór i kawatyna Vivi eterno, o grande Augusto - Cara patria, il mondo trema (Aureliano)
- 4 Duet Pensa che festi a Roma (Aurelian, Arsace)
- 5 Chór Venga Zenobia, o Cesare
- 6 Wielka scena zbiorowa Cedi, cedi, a lui t'arrendi - Là pugnai, la sorte arrise (Zenobia, chór)
- 7 Finał I aktu Chi sa dirmi, o mia speranza (Arsace, Zenobia, Aurelian, chór, Licinio, Oraspe)

### Akt II
- 8 Chór Del Cielo, ahi miseri
- 9 Duet Se liberta t'è cara (Aurelian, Zenobia)
- 10 Chór, scena zbiorowa i aria L'Asia in faville è volta - Perché mai le luci aprimmo (Arsace)
- 11 Rondo Ah, non posso, al mio tesoro (Arsace, chór)
- 12 Aria Più non vedrai quel perfido (Aurelian)
- 13 Tercet Mille sospiri e lagrime (Zenobia, Arsace, Aurelian)
- 14 Aria Non mi lagno che il mio bene (Publia)
- 15 Chór Nel tuo core unita sia
- 16 Finał II aktu Copra un eterno oblio (Aurelian, chór, Publia, Oraspe, Licinio, Zenobia, Arsace)[2].

## Ocena
Muzyka opery jest nierówna, posiada jednak wartościowe fragmenty. Należą do nich przede wszystkim scena w świątyni Izydy z chórem Sposa del grande Osiride (akt I), którego melodia znajdzie się później w kawatynie Almvivy Ecco ridente il Cielo w Cyruliku sewilskim. W II akcie na godzien uwagi jest duet miłosny Zenobii i Arsacesa, z której jedna melodia została później włączona do słynnej arii Rozyny Una voce poco fa z tej samej opery. Na szczególną uwagę zasługuje uwertura do Aureliana. Obok bogactwa melodii i barwnej instrumentacji zwraca jej aspekt harmoniczny. Uwertura ta weszła następnie do opery Elżbieta, królowa Anglii, a później zrosła się z Cyrulikiem sewilskim.